# Orthonormaal
In de lineaire algebra heet een stelsel vectoren in een vectorruimte orthonormaal als de vectoren onderling loodrecht op elkaar staan en iedere vector de lengte 1 heeft. Als het stelsel bestaat uit de vectoren {\displaystyle v_{1},v_{2},\ldots } bestaat, dan geldt voor ieder paar vectoren {\displaystyle v_{i}} en {\displaystyle v_{j}} dat hun inwendige product gelijk is aan {\displaystyle \delta _{ij}}, de kroneckerdelta. Anders geformuleerd: een stelsel vectoren {\displaystyle v_{1},v_{2},\ldots } heet orthonormaal, als voor ieder paar vectoren {\displaystyle v_{i}} en {\displaystyle v_{j}} geldt:
{\displaystyle (v_{i},v_{j})=0\quad } als {\displaystyle i\neq j}
en
{\displaystyle (v_{i},v_{i})=1}
Een basis van een vectorruimte, dus samengesteld uit vectoren die die vectorruimte opspannen, wordt een orthonormale basis genoemd wanneer de vectoren in die basis orthonormaal zijn. Een vierkante matrix, waarvan de rij- en kolomvectoren orthonormaal zijn, wordt een orthogonale matrix genoemd.